# Schloss Ulvsunda

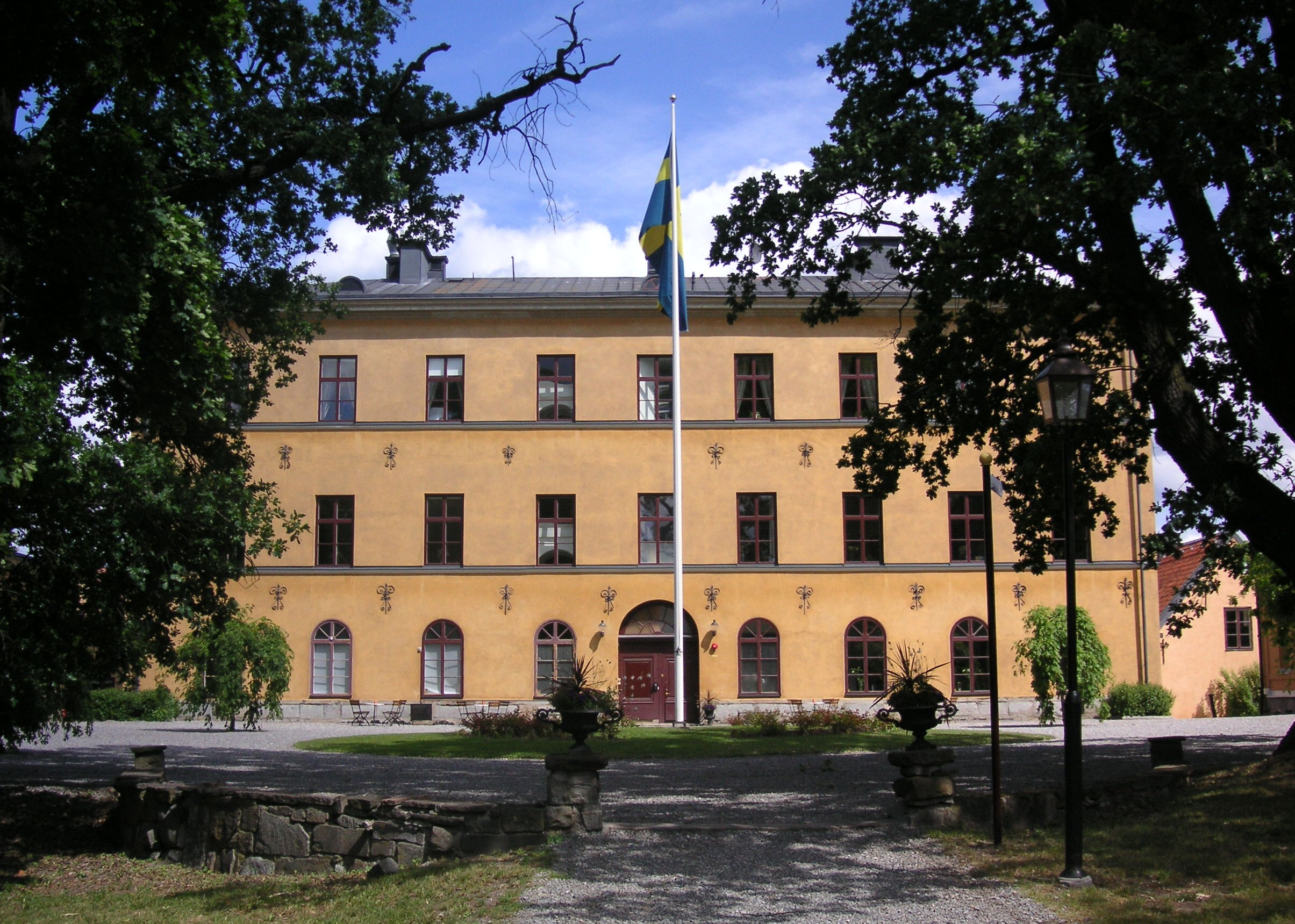
Schloss Ulvsunda von Westen

Schloss Ulvsunda (oder auch Ulfsunda) ist ein Prachtbau im Stockholmer Stadtteil Bromma. 

## Geschichte
Das Gebäude wurde zwischen 1644 und 1647 unter dem damaligen Besitzer des dazugehörigen Gutes, Feldmarschall Lennart Torstensson, errichtet. Torstensson war auch der Bauherr für ein Palais auf dem Gustav-Adolf-Platz im Zentrum Stockholms, das später zum Palais des Erbfürsten umgebaut wurde.
Schloss Ulvsunda wurde kurz nach Torstenssons Rückkehr aus dem Dreißigjährigen Krieg fertiggestellt. Der Schlossbau war eine Art Prestigewettbewerb zwischen Torstensson und Reichsrat Åke Axelsson vom Adelsgeschlecht Natt och Dag. Letzterer ließ das Schloss Åkeshov errichten. Zu dieser Zeit hatte das Schloss ein steiles Dach aus Kupferplatten. Es war im deutsch-holländischen Renaissancestil gehalten und die Fassaden waren durch al fresco Gemälde verziert, die römische Krieger mit Waffen darstellten.
1772 verlor die Familie Torstensson das Schloss und unter den weiteren Besitzern finden sich die Adelsfamilien Bielke, Gyllenkrook, Rudenschöld und Ruuth. Unter Baron von Essen, der das Schloss zu Beginn des 19. Jahrhunderts kaufte, wurde das Dach ausgetauscht und die Wandgemälde mit Putz verdeckt.
Freiherr Gustaf Åkerhielm, der von 1889 bis 1891 schwedischer Ministerpräsident war, war der letzte adlige Besitzer des Schlosses. Nachdem die damalige Provinzverwaltung das Schloss gekauft hatte, wurde ein Heim für alkoholabhängige und psychisch kranke Personen eingerichtet. Nach der Stilllegung der Pflegeanstalt 1972 erfolgte eine Renovierung und danach war das Schloss Ausbildungsstätte.
1999 fiel das Schloss in Privatbesitz und wurde abermals renoviert, bevor es 2003 an die Firma Svensk Inredning verkauft wurde, die hier Kurse, Konferenzen und Feste organisierte und Ausstellungsräume einrichtete. Heute erfolgt die Verwaltung des Schlosses durch die Firma Fazer Konferens.
Ulvsunda ist der älteste schriftlich belegte Ortsname im Raum Stockholm, er wird auf einem Runenstein aus dem 11. Jahrhundert erwähnt.

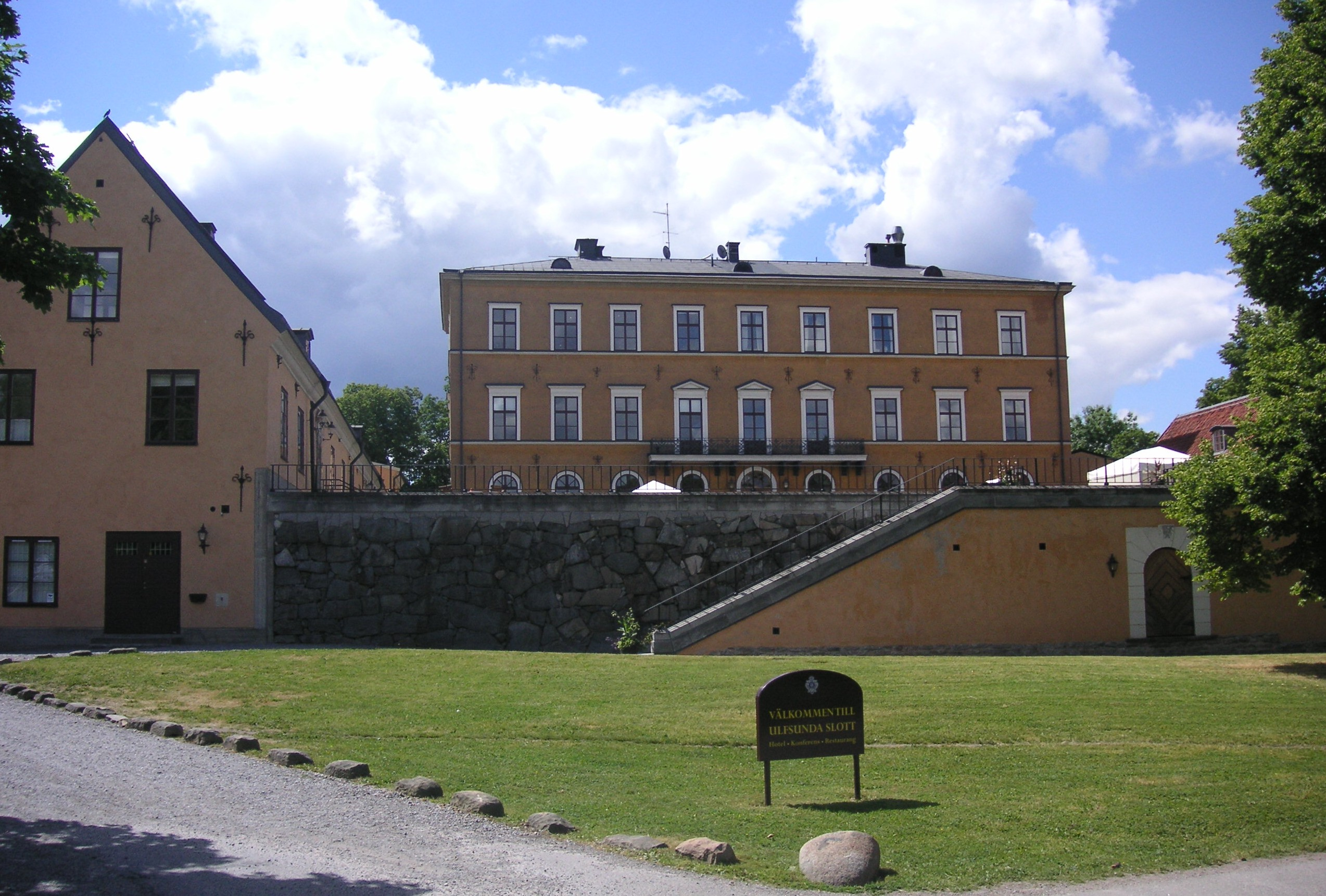
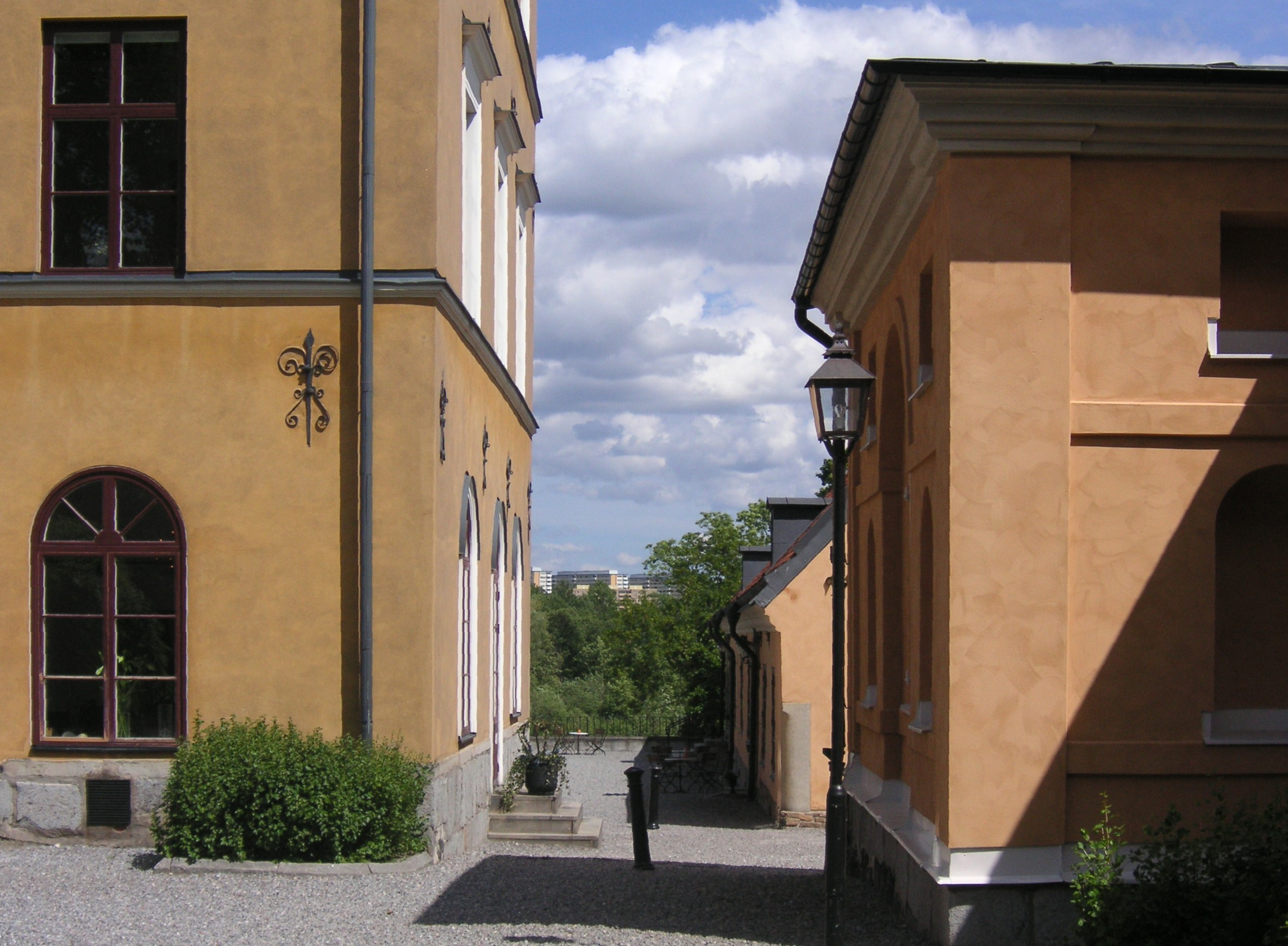
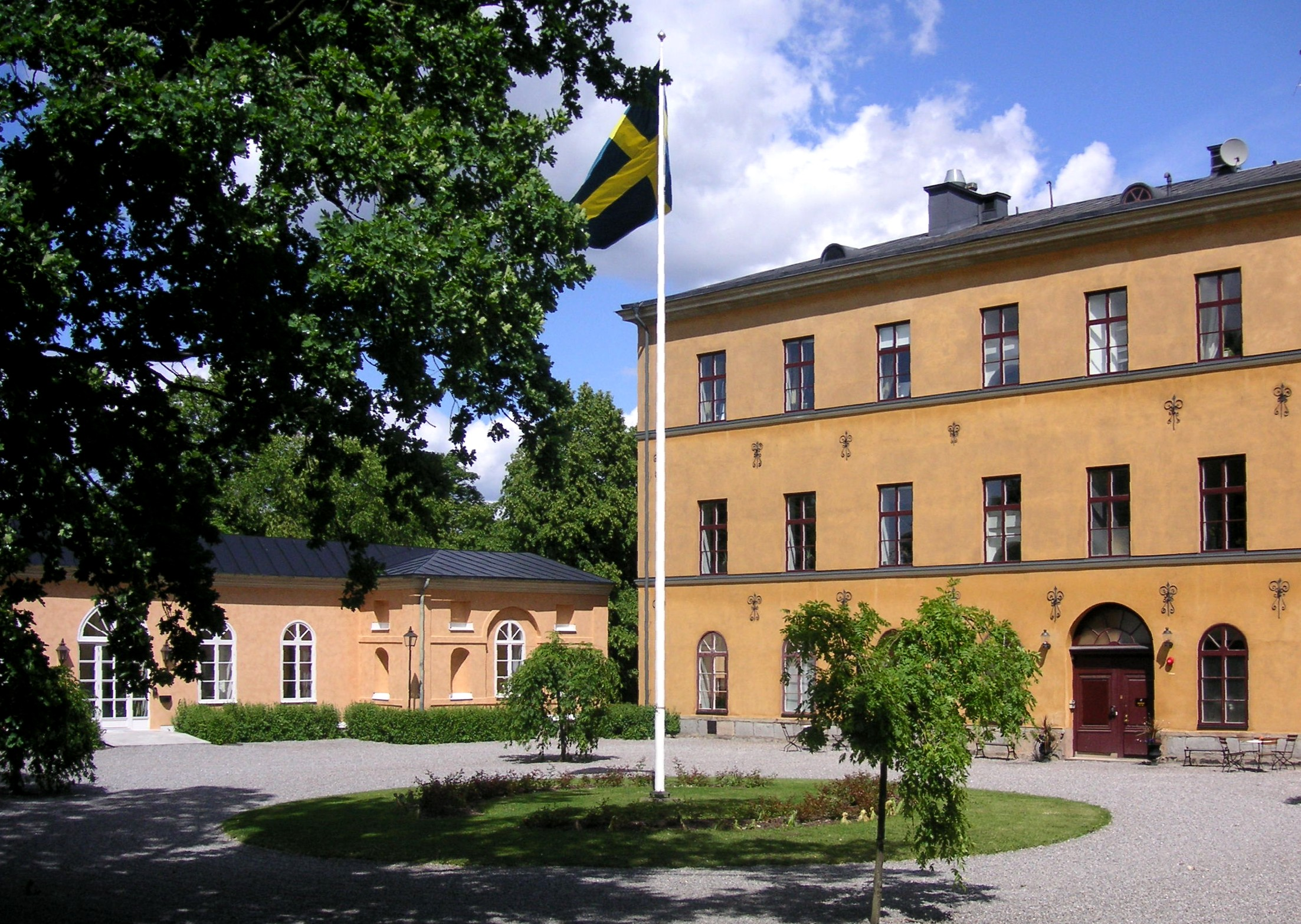
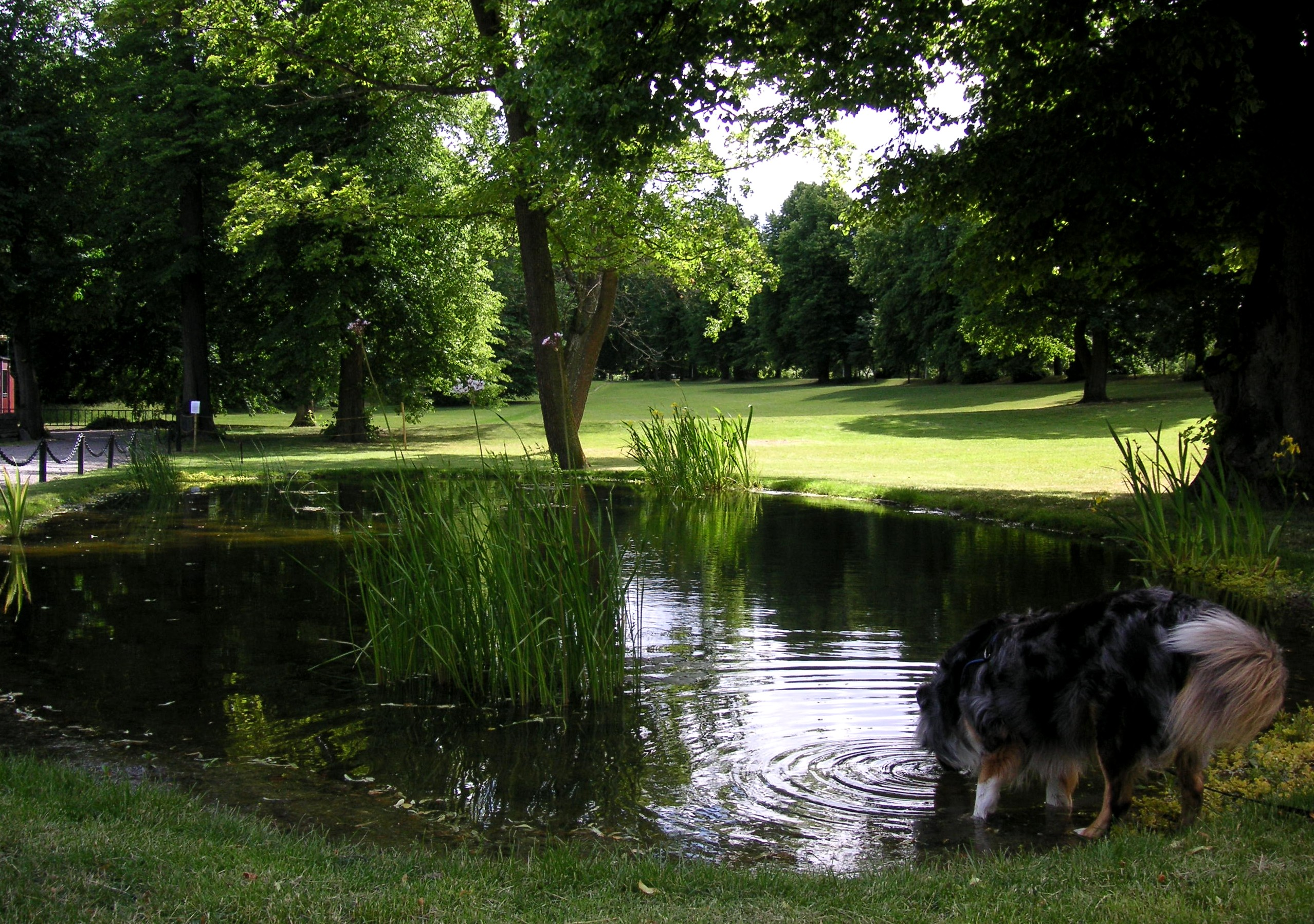
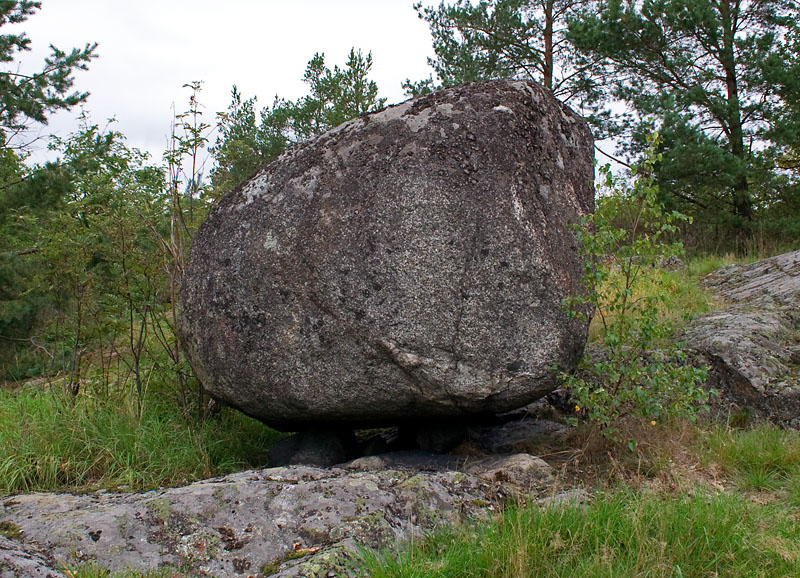